# Sweater Weather
Sweater Weather – singel amerykańskiej grupy rockowej The Neighbourhood.
Utwór został napisany przez trzech członków grupy (którymi byli Jesse James Rutherford, Zach Abels i Jeremy Freedman) i był głównym singlem I Love You (debiutanckiego albumu studyjnego zespołu z 2013). Piosenka w czerwcu 2013 trafiła na pierwsze miejsce notowania Billboard Alternative Airplay i zajmowała je przez jedenaście (nienastępujących po sobie) tygodni.